# اقتصاد المعرفة

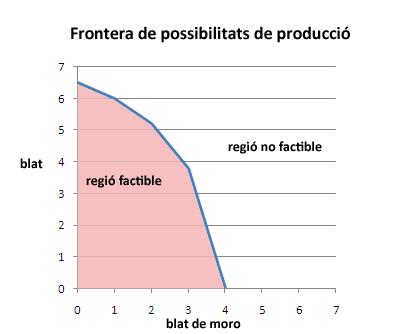

## مفهوم اقتصاد المعرفة
بدأ القرن الحادي والعشرين بتغيرات جذرية هامة تطرح العديد من التحديات والفرص، فضلاً عن تعاظم أهمية المعرفة (التي تعتبر التكنولوجيا أحد عناصرها) في الاقتصاد حتى أصبحت سمة اقتصاد القرن الحادي والعشرين هي الاقتصاد المبني على المعرفة Knowledge-Based Economic وهذا يعني أن مجتعات الغد ستكون قائمة على المعرفة وهيمنتها، ويعتبر التعليم أهم مصادر تعزيز التنافس الدولي، خاصة في مجتمع المعلومات باعتبار أن التعليم هو مفتاح المرور لدخول عصر المعرفة وتطوير المجتمعات من خلال تنمية حقيقية لرأس المال البشري الذي هو محور العملية التعليمية بما يعني أن مجتمع واقتصاد المعرفة مرتبط بمفهوم مجتمع التعليم الذي يتيح كل شيء فيه فرصا للفرد، ليتعلم كي يعرف ويتعلم كي يعمل ويتعلم كي يعيش مع الأخرين ويتعلم كي يحقق ذاته.
فيما قبل، كانت الأرض والعمالة ورأس المال هي العوامل الثلاثة الأساسية للإنتاج في الاقتصاد القديم. أصبحت الأصول المهمة في الاقتصاد الجديد هي المعرفة الفنية والإبداع والذكاءوالمعلومات. وصار للذكاء المتجسد في برامج الكمبيوتر والتكنولوجيا عبر نطاق واسع من المنتجات أهمية تفوق أهمية رأس المال أو المواد أو العمالة.
وتقدر الأمم المتحدة أن اقتصادات المعرفة تستأثر الآن 7 ٪ من الناتج المحلي الاجمالي العالمي وتنمو بمعدل 10 ٪ سنويا. وجدير بالذكر أن 50 ٪ من نمو الإنتاجية في الاتحاد الأوروبي هو نتيجة مباشرة لاستخدام وإنتاج تكنولوجيا المعلومات والاتصالات.
وقد استخدم مصطلح اقتصاد المعرفة ومجتمع المعرفة في الفصل الثاني عشر من كتاب The Age of Discontinuity لـ بيتر دراكر. وكثيرا ما تستخدم مصطلحات متعددة للتأكيد على جوانب مختلفة لاقتصاد المعرفة منها مجتمع المعلومات والاقتصاد الرقمى وشبكة الاقتصاد الجديد أو اقتصاد المعرفة وثورة المعلومات.
إن اقتصاد المعرفة في الأساس يقصد به أن تكون المعرفة هي المحرك الرئيسى للنمو الاقتصادي. واقتصادات المعرفة تعتمد على توافر تكنولوجيات المعلومات والاتصال واستخدام الابتكار والرقمنة.وعلى العكس من الاقتصاد المبني على الإنتاج، حيث تلعب المعرفة دورا أقل، وحيث يكون النمو مدفوعا بعوامل الإنتاج التقليدية، فإن الموارد البشرية المؤهلة وذات المهارات العالية، أو رأس المال البشري، هي أكثر الأصول قيمة في الاقتصاد الجديد، المبني على المعرفة. وفي الاقتصاد المبني على المعرفة ترتفع المساهمة النسبية للصناعات المبنية على المعرفة أو تمكينها، وتتمثل في الغالب في الصناعات ذات التكنولوجيا المتوسطة والرفيعة، مثل الخدمات المالية وخدمات الأعمال.
ويرى الأستاذ سعد خضير عباس الرهيمي أن علم الاقتصاد المعرفي هو: "هو ذلك الفرع من علم الاقتصاد الذي يهتم بعوامل  تحقيق الرفاهية العامة من خلال مساهمته في اعداد  دراسة نظم تصميم وانتاج المعرفة ثم تطبيق الاجراءات اللازمة لتطويرها وتحديثها. فالاقتصاد المعرفي يبتدأ من مدخل عملية إنتاج وصناعة المعرفة ويستمر نحو التطوير المرتكز على البحث العلمي ومنضوياً تحت اهداف إستراتيجية يتواصل العمل على تحقيقها من اجل تنمية شاملة ومستدامة"

## خصائص اقتصاد المعرفة
اقتصاد المعرفة لديه عدد معين من الخصائص:
1. الابتكار: نظام فعال من الروابط التجارية مع المؤسسات الاكاديمية وغيرها من المنظمات التي تستطيع مواكبة ثورة المعرفة المتنامية واستيعابها وتكييفها مع الاحتياجات المحلية.
2. التعليم أساسي للإنتاجية والتنافسية الاقتصادية. يتعين على الحكومات ان توفر اليد العاملة الماهرة والابداعية أو رأس المال البشري القادر على ادماج التكنولوجيات الحديثة في العمل. وتنامى الحاجة إلى دمج تكنولوجيا المعلومات والاتصالات فضلا عن المهارات الابداعية في المناهج التعليمية وبرامج التعلم مدى الحياة.
3. البنية التحتية المبنية على تكنولوجيا المعلومات والاتصالات تسهل نشر وتجهيز المعلومات والمعارف وتكييفه مع الاحتياجات المحلية.
4. حوافز تقوم على اسس اقتصادية قوية تستطيع توفير كل الاطر القانونية والسياسية التي تهدف إلى زيادة الإنتاجية والنمو. وتشمل هذه السياسات التي تهدف إلى جعل تكنولوجيا المعلومات والاتصالات أكثر اتاحة ويسرا، وتخفيض التعريفات الجمركية على منتجات تكنولوجيا وزيادة القدرة التنافسية للمؤسسات الصغيرة والمتوسطة.

وعند وصف الاقتصاد العالمي الحالي يتكرر استخدام مصطلحين أساسيين هما: العولمة واقتصاد المعرفة. لقد ظل العالم يشهد تزايد عولمة الشؤون الاقتصادية وذلك بسبب عدة عوامل من أهمها ثورة تكنولوجيا المعلومات والاتصالات، وكذلك التخفيف من القيود التجارية على المستويين الوطني والدولي. كما ظل العالم يشهد بالتوازي مع ذلك ً ارتفاعا حاداً في الكثافة المعرفية بالأنشطة الاقتصادية مدفوعاً بثورة تكنولوجيا المعلومات والاتصالات وتسارع خطى التقدم التكنولوجي.

## القوى الدافعة الرئيسية في ظل اقتصاد المعرفة
توجد عدد من القوى الدافعة الرئيسية التي تؤدى إلى تغيير قواعد التجارة والقدرة التنافسية الوطنية في ظل اقتصاد المعرفة وهى:
- العولمة أصبحت الاسواق والمنتجات أكثر عالمية.
- ثورة المعلومات أصبحت تشكل كثافة عالية في الإنتاج حيث زاد اعتماده بصورة واضحة على المعلومات والمعارف؛ فنحو أكثر من 70 في المائة من العمال في الاقتصادات المتقدمة هم عمال معلومات information workers؛ فالعديد من عمال المصانع صاروا يستخدمون رؤوسهم أكثر من ايديهم.
- انتشار شبكات الحاسوب والربط بين التطورات مثل الإنترنت جعل العالم قرية واحدة أكثر من أي وقت مضى.

ونتيجة لذلك ازدادت الحاجة إلى تطوير السلع والخدمات بصفة مستمرة، وفي كثير من الحالات أصبحت تباع وتشترى من خلال الشبكات الإلكترونية. وهو ما يعظم ضرورة الإلمام بتطبيقات التكنولوجيا الجديدة حيث يتوقف عليها تلبية الطلب الاقتصادي. وقد ساهمت هذه القوى في توسع الإنتاج الدولي بتحفيز من العوامل التالية طويلة الأمد:
- تحرير السياسات وتلاشى الحدود بين البلدان، الأمر الذي أفسح المجال أمام كل أنواع الاستثمار الأجنبي المباشر والترتيبات الرأسمالية المختلفة.
- التغير التكنولوجي السريع وانخفاض تكاليف النقل والاتصالات جعل من الأوفر اقتصاديا إجراء تكامل بين العمليات المتباعدة جغرافياً ونقل المنتجات والمكونات عبر أرجاء العالم بحثا عن الكفاءة.
- المنافسة المتزايدة أجبرت الشركات على اكتشاف طرق جديدة لزيادة كفاءتها، بما في ذلك استخدام أسواق جديدة وتغيير أماكن أنشطة إنتاجية معينة لتقليل التكاليف.

وقد أظهرت مجموعة من الدول العربية مؤخراً اهتمامها الكبير بأقتصاد المعرفة ومن بينها قطر التي انشئت مدينة تعليمية ومراكز ابحاث ودراسات الأمر الذي حقق لها نوع من الريادة  في هذا الاتجاه[بحاجة لمصدر].

## اقرأ أيضًا
- تقانة المعلومات
- إدارة المعرفة
- طلال أبو غزالة
- اقتصاد الإلهام
- قاعدة معرفة
- مشاركة المعرفة
- نظم العمل المعرفي
- الاقتصاد البنفسجي
- قيمة المعرفة